# Peddenpohl
Peddenpohl ist eine Ortschaft in der Gemeinde Wipperfürth im Oberbergischen Kreis im Regierungsbezirk Köln in Nordrhein-Westfalen (Deutschland).

## Lage und Beschreibung
Der Ort liegt im Südwesten der Stadt Wipperfürth am Rande des Industriegebietes „Klingsiepen Nord“. Westlich der Ortschaft entspringt der Bach Weinbach. Nachbarorte sind Klingsiepen, Ritzenhaufe, die Stadt Wipperfürth und Wildblech.
Politisch wird Peddenpohl durch den Direktkandidaten des Wahlbezirks 7.1 (071) südwestliches Stadtgebiet im Rat der Stadt Wipperfürth vertreten.

## Geschichte
Die Karte Topographia Ducatus Montani aus dem Jahre 1715 zeigt einen einzelnen Hof und bezeichnet diesen mit „Perren Pohl“. Die Topographische Aufnahme der Rheinlande von 1825 verzeichnet auf umgrenztem Hofraum in Peddenpohl vier getrennt voneinander liegende Grundrisse.
Ein hölzernes Hofkreuz mit einem Korpus aus dem 18. Jahrhundert steht im Ortsbereich.
Die heute durch Peddenpohl führende Nebenstraße war einmal Bestandteil des Heerweges, der von Köln über Wipperfürth in Richtung Soest verlief.

## Busverbindungen
Über die Haltestellen Klingsiepen und Wildblech der Linie 427 (VRS/OVAG) ist Peddenpohl an den öffentlichen Personennahverkehr angebunden.